# Nolltappning
Nolltappning innebär att ett vattenkraftverk under en period inte släpper förbi något vatten. Detta underlättar styrningen av vattenkraften, då det inte behöver producera el om tillgången ändå är bra och inte behöver släppa igenom vatten om det finns risk för översvämning nedströms. Det medför dock betydande ekologisk påverkan. Flödet i ett vattendrag har stor påverkan på livsförhållanden i vattendraget. Om inget vatten släpps förbi blir förhållanden nedströms kraftverket istället mer likt en sjö och i värsta fall torrläggs områden. Hur stor påverkan blir beror bland annat på vattendragets form och om det finns andra tillflöden av vatten.